# Crane (Teksas)
Crane je grad u američkoj saveznoj državi Teksas. Prema popisu stanovništva iz 2010. u njemu je živjelo 3.353 stanovnika.